# Hemerobius fasciatus
Hemerobius fasciatus is een insect uit de familie van de bruine gaasvliegen (Hemerobiidae), die tot de orde netvleugeligen (Neuroptera) behoort. 
Hemerobius fasciatus is voor het eerst wetenschappelijk beschreven door Fabricius in 1787.